# Stazione di Santa Ninfa
La stazione di Santa Ninfa è stata una stazione ferroviaria posta sulla linea Castelvetrano-Burgio, e punto d'origine della linea per Salemi.
La stazione era situata nel territorio comunale di Santa Ninfa, ad alcuni chilometri di distanza dal centro abitato, il quale era servito dalla stazione di Santa Ninfa Città.

## Storia
La stazione venne attivata il 28 marzo 1914 contemporaneamente alla tratta Partanna-Santa Ninfa della ferrovia Castelvetrano-Burgio.